# علي رضا رضائي
علي رضا رضائي (بالفارسية: علیرضا رضایی) هو لاعب كرة قدم إيراني، ولد في 11 ديسمبر 1999 في قزوين في إيران.

## وصلات خارجية
- علي رضا رضائي على موقع قاعدة بيانات كرة القدم.إي يو (الإنجليزية)
- علي رضا رضائي على موقع Soccerway.com (الإنجليزية)